# Сьєрра-де-Буморт (масив)
42°14′02″ пн. ш. 1°07′31″ сх. д. / 42.234° пн. ш. 1.12541° сх. д.
Гірський хребет Бумор  це вапняна гора, що виходить на північний схід від річки Дальт, у тому ж регіоні Палларс-Юсса. Він належить до муніципалітету Конка-да-Дал, в межах старого муніципалітету Хортонеда-де-ла-Конка, незважаючи на те, що його схили простягаються в бік муніципалітетів Бахо — Пальярс-Субіра, Кабо, Коль-да-Нарґо та Лас-Бальш-д'Агіла, з Верхній Урхель та Абеля-да-ла-Конка в Паляс-Жуса. Його найвища точка — пік Бумор, 2076 м.

## Географічний опис
Сьєрра-де-Буморт обмежена на півночі долиною, утвореною безперервністю ущелини Кома-де-Орієнте, Ллау-де-лос-Карантс і ущелини Віньяль (які на заході утворюють ущелину Інфієрно, яка закінчується в Ногера-Пальяреса в Колегатс.
Незважаючи на те, що нижня частина дуже дика і крута, з переважанням червоної сосни, дуба і самшиту, у верхній частині є велика кількість майже альпійських луків і чорної сосни, так що маршрут через цей гірський масив пропонує велику різноманітність пейзажів.